# El Langui
El Langui, nom amb què es coneix Juan Manuel Montilla Macarrón (Madrid, 1 de novembre de 1979), és un actor i raper espanyol, del barri madrileny de Pan Bendito. Forma part del grup La Excepción.

## Trajectòria professional
El 2008 va participar en la pel·lícula El truco del manco, per la qual va aconseguir un any després el Goya al millor actor revelació així com el Goya a la millor cançó original. També és autor d'un podcast anomenat Radio Taraská.
Ha estat convidat en múltiples ocasions en el ja finalitzat programa Buenafuente, especialment en la seva última etapa, on va arribar a participar en la secció Super Pollos, en la qual Andreu i Berto comptaven i criticaven la situació política i econòmica actual, barrejada amb altres assumptes propis del programa, tot això cantant a ritme de música rap.
Va col·laborar en el programa de ràdio "Levántate y Cárdenas" als matins i també ha col·laborat en les matinades en el programa "La nit és nostra" en la ràdio Europa FM del grup Atresmedia.
El 2014, debuta per primera vegada com a actor en una sèrie al Chiringuito de Pepe, la sèrie de Telecinco interpretant a Vicente.
En 2017, El Langui y Coro Encanto participaren en la campanya 12 Meses de Mediaset amb la cançó Se buscan valientes de concienciació contra l'assetjament escolar.
El 2018, torna com a actor a la sèrie d'Atresmedia: Cuerpo de élite, interpretant a Ramóń Carreño, líder de l'oposició.

## Vida personal
Quant a la seva vida personal està casat i té dos fills. El Langui té paràlisi cerebral, un trastorn que pot ser causat per la falta d'oxigen durant el part.

## Discografia
Àlbums (amb La Excepción)

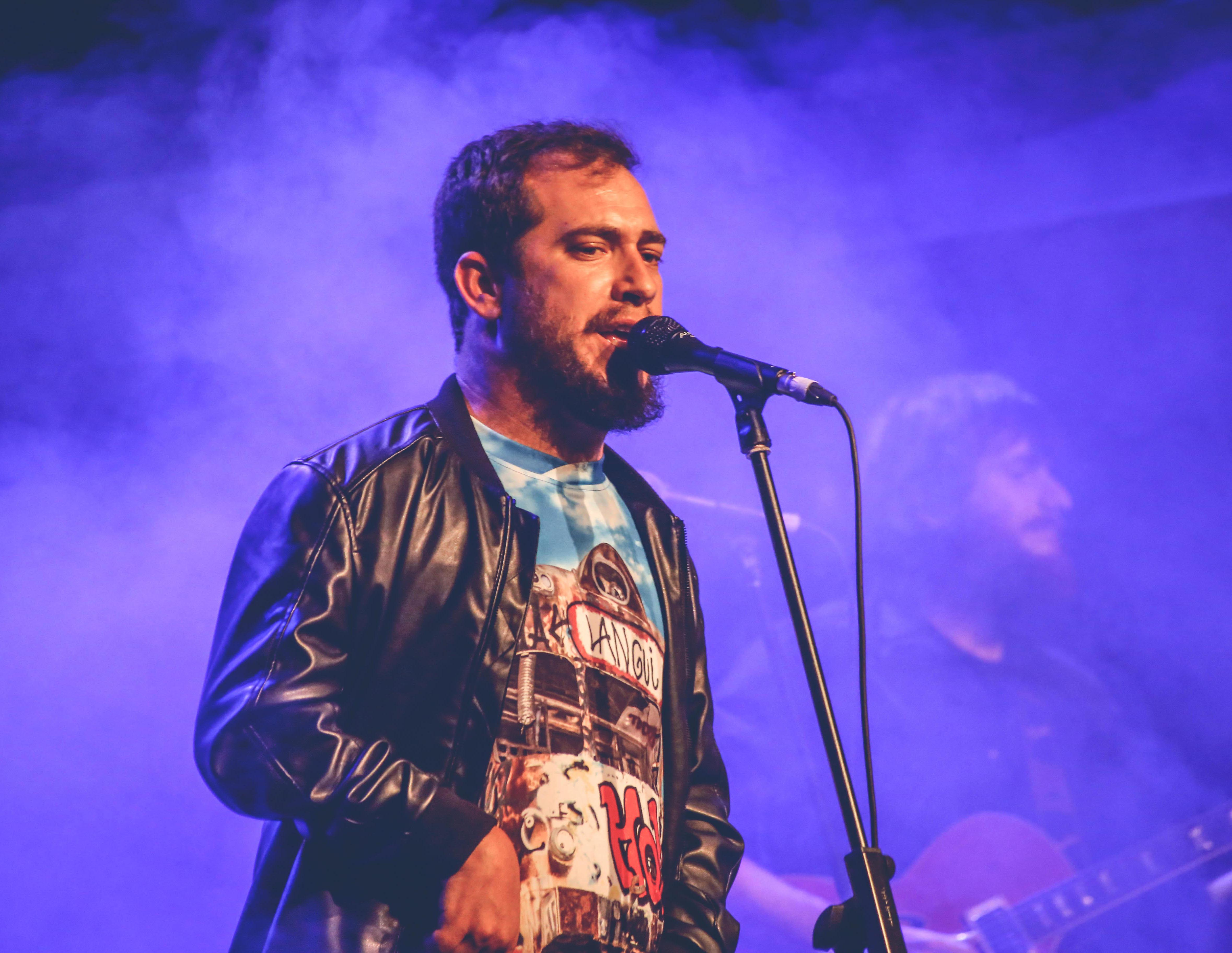
El Langui en un concert el 2016

- "En tu carrino paio" (Zona Bruta, 2002)
- "Cata cheli" (Zona bruta, 2003)
- "Aguantando el tirón" (DRO/Zona bruta, 2006)
- "La verdad más verdadera" (gratuït, març del 2009)

Àlbums (En Solitari)
- "Hola", (2015)

Bandes sonores originals (amb La Excepción)
- B.S.O. Covards "Cobardes"
- B.S.O. El truco del manco "A tientas"

Col·laboracions
- Frank T "L Cojo L Negro y L Gitano" (90 Kilos, 2001).
- Souchi "Por mis malas maneras" (La Esencia 2002, 2002).
- Adoblepletina "Trágicos con el Langui" (2004).
- Jotamayúscula "Punta en blanco" (Una vida Xtra, 2004).
- Presuntos Implicados "Tenemos que hablar" (Postales, 2005).
- VV.AA. "Más que Hip Hop" (2005).
- "Quijote Hip Hop" (amb Zénit, Korazón Crudo i Artes, direcció musical de Frank T).
- Los Delinqüentes "Pirata del Estrecho (amb Muchachito Bombo Infierno)" (Recuerdos garrapateros de la flama y el carril, 2005).
- Frank T "Apuestas" (Sonrían por favor, 2006).
- Rosendo "Horizontes" (El endémico embustero y el incauto pertinaz, 2007).
- Muchachito Bombo Infierno "Ruido" (Visto lo visto, 2007).
- El hombre linterna "Cartoon Rock" "El Príncipe de Bell-Air" (2008).
- Josete "Recuerdos de chico" (Recuerdos de chico, 2009).
- Andrés Calamaro "Te extraño" (2010), "Cliente muerto" (2015)
- El Chojin "Rap vs. Racismo" (El Ataque de los que observaban, 2011).
- Aldeskuido "Candela " (2011).
- Gordo master "Agua pa beber" (El Intocable, 2011)
- SFDK "La calle está candela" (Llista d'invitats, 2011).
- Enrique Heredia Negri "La vida que no viví" (Mano a mano. Un tributo a Manzanero, 2012).
- DiosA "Game Over" (Almost No1. In The U.S.A (season one), 2012).
- Kiki Sound "RA-BA-NI-TOS" (Raíces y Asfalto, 2013).
- Se buscan valientes (Campanya promocional de Mediaset, 2017), contra l'assetjament escolar.

## Filmografia
Cinema
| Any  | Pel·lícula                               |
| ---- | ---------------------------------------- |
| 2008 | El truco del manco                       |
| 2011 | Torrente 4: Lethal Crisis (Crisis letal) |
| 2011 | Fuga de cerebros 2: Ahora en Harvard     |
| 2014 | Torrente 5: Operación Eurovegas          |
| 2018 | Que baje Dios y lo vea                   |
| 2024 | La familia Benetón                       |
| 2024 | Cuerpo escombro                          |

Televisió
| Any         | Sèrie               | Canal     | Personatge    | Notes       |
| ----------- | ------------------- | --------- | ------------- | ----------- |
| 2014 - 2016 | Chiringuito de Pepe | Telecinco | Vicente Leal  | 26 episodis |
| 2018        | Cuerpo de élite     | Antena 3  | Ramón Carreño | 13 episodis |

Programes
| Any  | Sèrie                      | Canal     | Presentador o Invitat |
| ---- | -------------------------- | --------- | --------------------- |
| 2014 | Un país de cuento          | TVE       | Invitat               |
| 2014 | Viajando con Chester       | Cuatro    | Invitat               |
| 2014 | Pequeños gigantes          | Telecinco | Invitat               |
| 2015 | Órbita Laika               | La 2      | Invitat               |
| 2015 | Levántate                  | Telecinco | Invitat               |
| 2015 | José Mota presenta         | TVE       | Invitat               |
| 2016 | Operación: And the Andarán | TVE       | Invitat               |
| 2016 | Sálvame                    | Telecinco | Promocionar disco     |
| 2017 | El acabose                 | TVE       | Invitat               |
| 2017 | Bienvenido Mister Wan-Da   | TVE       | Invitat               |
| 2019 | Donde comen dos            | TVE       | Presentador           |

## Ràdio
- La noche es nuestra, en Europa FM como col·laborador.
- Radio Taraská, Radio 3 de RNE com a presentador.

## Llibres
- 16 escalones antes de irme a la cama (2009).
- Pan Bendito. Un barrio con mucha miga (2010).
- Cómo ser un imperfecto feliz (2014)

## Premis
Premis Goya
| Any  | Categoria                       | Pel·lícula         | Resultat |
| ---- | ------------------------------- | ------------------ | -------- |
| 2008 | Goya al millor actor revelació  | El truco del manco | Ganador  |
| 2008 | Goya a la millor cançó original | El truco del manco | Ganador  |

Altres
- MTV Grup Revelació 2006.